# Élections constituantes de 1945 dans les établissements français dans l'Inde
Les élections législatives françaises de 1945 se déroulent le 21 octobre.

## Mode de scrutin
Les députés métropolitains sont élus selon le système de représentation proportionnelle suivant la règle de la plus forte moyenne dans le département, sans panachage ni vote préférentiel. Il y a 586 sièges à pourvoir.
Dans l'ancienne colonie et nouveau Territoire d'outre-mer de l’Inde française, un député est à élire, selon le système uninominal majoritaire à deux tours.

## Élus
| Député sortant     | Parti | Parti |
| ------------------ | ----- | ----- |
| Deiva Zivarattinam |       | UDSR  |

## Résultats
|                | UDSR           | Deiva Zivarattinam | 22 171 | 50,98 |  |  |
|                | URR-FND        | Lambert Saravane   | 21 198 | 48,75 |  |  |
|                | Pro-Français   | Gallois-Momtbrun   | 3 856  | 8,87  |  |  |
|                |                | Autres candidats   | 118    | 0,27  |  |  |
|                |                |                    |        |       |  |  |
| Inscrits       | Inscrits       | Inscrits           | 70 746 |       |  |  |
| Votants        | Votants        | Votants            | 47 411 | 67,02 |  |  |
| Blancs et nuls | Blancs et nuls | Blancs et nuls     | 3 924  | 8,28  |  |  |
| Exprimés       | Exprimés       | Exprimés           | 43 487 | 91,72 |  |  |